# تانتالوس
تانتالوس (به یونانی: Τάνταλος)، در اسطوره‌های یونان پسر زئوس و پلوتون (مادر تانتالوس) یکی از زنان فانی زئوس است؛ بنابراین، مانند دیگر قهرمانان اساطیر یونانی مانند تسئوس (پسر نبیر او) و کاستور و پولوکس، تانتالوس هم پدری پنهان و الهی داشت و هم مادری فانی. او با دیونه ازدواج کرد و صاحب سه فرزند شد، پلوپس، نیوبه و بروتئاس.
به مجلس شام خدایان دعوت شد اما شام و شراب را ربود و اسرار خدایان را برای انسان‌های فانی فاش کرد. در مهمانی خود نیز برای آزمون خرد خدایان، پسرش پلوپس را قطعه قطعه کرد و پخت. همه خدایان جز دمتر که شانه پلوپس را خورد، به حیله او پی بردند و پلوپس را به زندگی بازگرداندند و شانه‌اش را از عاج ساختند. تانتالوس به شکنجه ابدی در هادس محکوم شد. او در رودخانه‌ای ایستاده بود که آب تا چانه‌اش بالا آمده بود اما تا می‌خواست آب بنوشد، آب خشک می‌شد و بر بالای سرش درخت میوه‌ای بود که تا می‌خواست میوه‌ای بچیند، باد میوه‌ها را می‌برد.

## مجازات در هادس
تانتالوس در هادس به این صورت مجازات می‌شود که سنگی بر سرش می‌آید، دائماً در دریاچه قرار می‌گیرد و در دو طرف درختانی را می‌بیند که میوه‌هایی در کنار دریاچه رشد می‌کنند. آب آرواره‌هایش را لمس می‌کند، اما زمانی که آب آن را می‌کشد، آب خشک می‌شود. و هنگامی که او از میوه‌های کنار دریاچه می‌خورد، درختان با میوه‌ها توسط بادهایی به بلندی ابرها بلند می‌شوند. برخی می‌گویند که او به این دلیل مجازات می‌شود که اسرار خدایان را برای مردم بیان می‌کند و به این دلیل که سعی می‌کند آمبروزیا (غذای ویژه خدایان) را با همنوعان خود به اشتراک بگذارد.

## نگارخانه

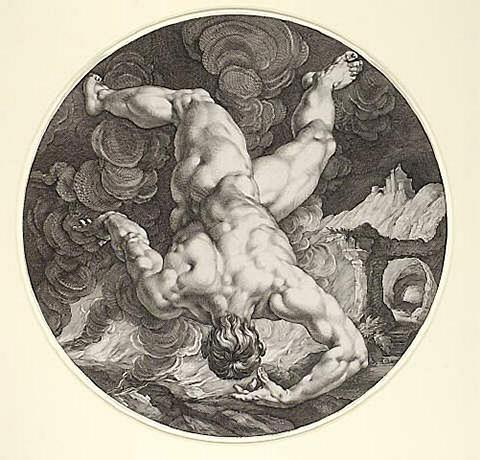
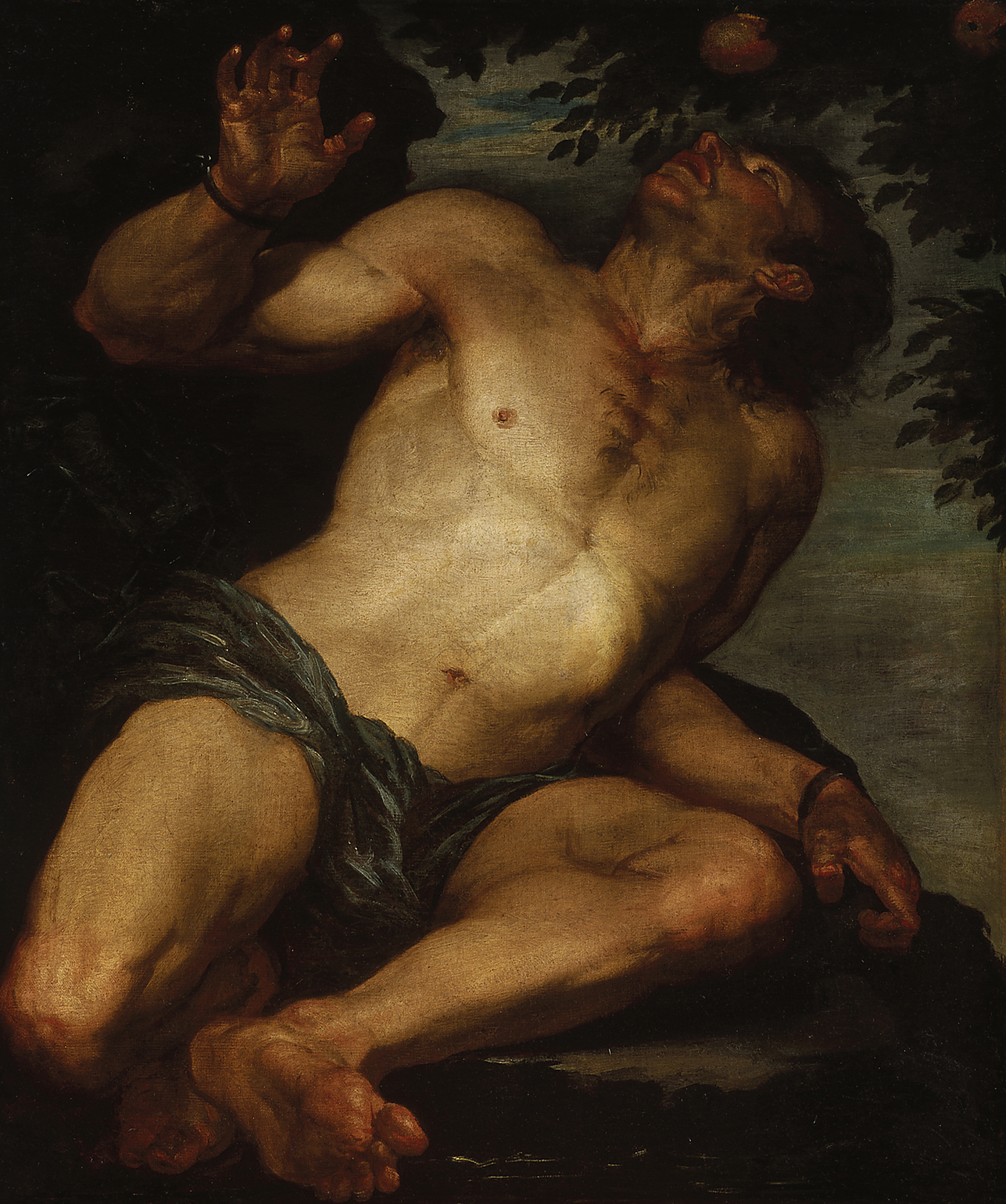
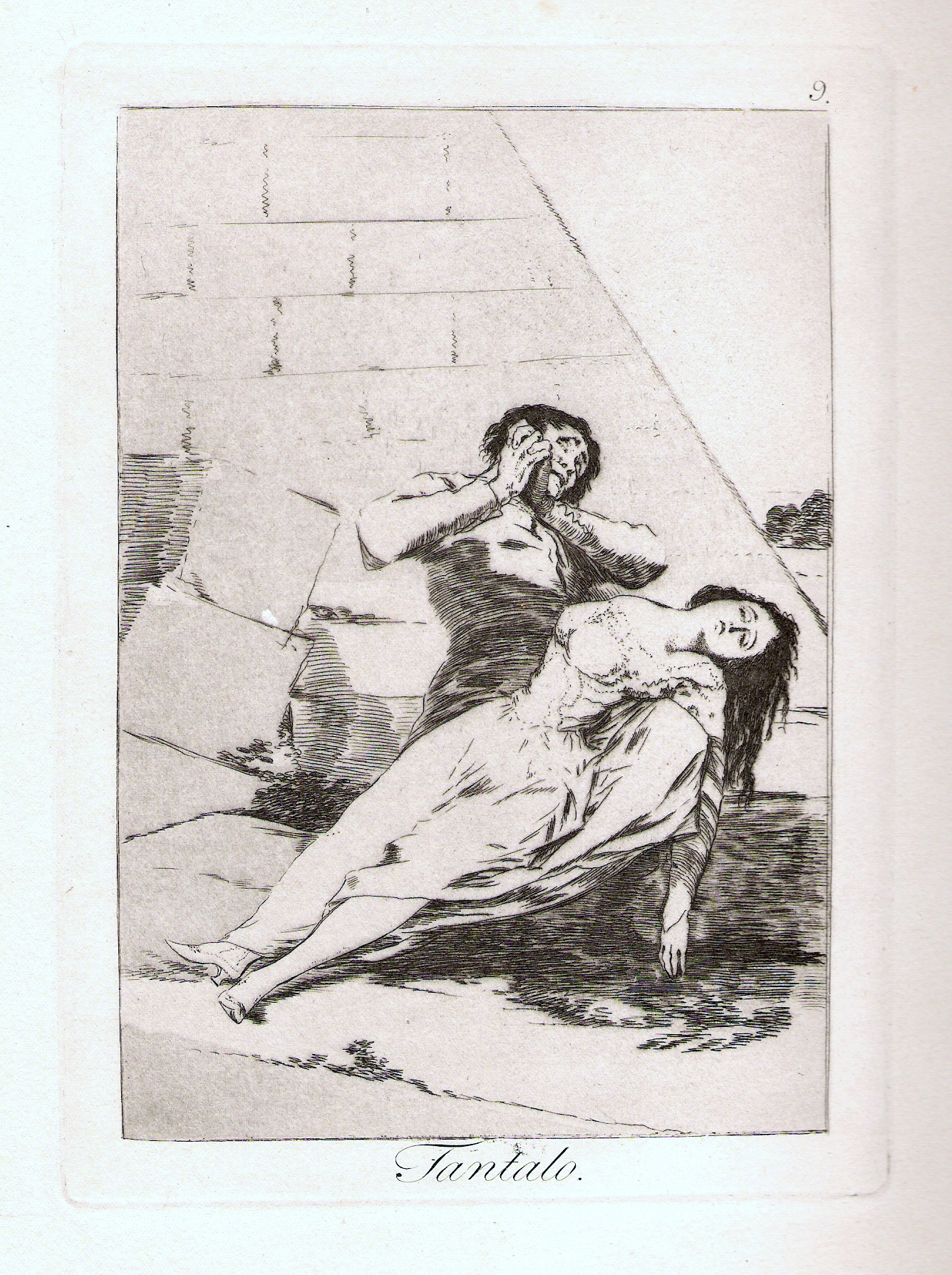